# Gare de Nozières – Brignon
Gare de Nozières - Brignon – stacja kolejowa w Boucoiran-et-Nozières, w departamencie Gard, w regionie Oksytania, we Francji. Jest zarządzana przez SNCF (budynek dworca) i przez RFF (infrastruktura).
Została otwarta w 1840 przez Compagnie des Mines de la Grand’Combe et des chemins de fer du Gard. Stacja jest obsługiwana przez pociągi TER Languedoc-Roussillon.

## Położenie
Stacja znajduje się na linii Saint-Germain-des-Fossés – Nîmes, w km 695,606, pomiędzy stacjami Boucoiran i Saint-Géniès-de-Malgoirès, na wysokości 88 m n.p.m.

## Linie kolejowe
- Saint-Germain-des-Fossés – Nîmes